# Archibald Cox
Archibald Cox Jr. (ur. 17 maja 1912 w Plainfield, zm. 29 maja 2004 w Brooksville w stanie Maine) – amerykański prawnik, który pracował jako państwowy radca prawny USA za kadencji Johna F. Kennedy’ego, a później zyskał rozgłos jako główny prokurator podczas procesu związanego z aferą Watergate.

## Młodość i kariera prawnicza
Cox był synem Archibalda i Frances Perkins Cox. Pochodził z Plainfield w stanie New Jersey. Uczęszczał do szkoły Wardlaw-Hartridge, która później zmieniła nazwę na Wardlaw Country Day. Ukończył college na Harvardzie w 1934, a następnie Szkołę Prawniczą na Harvardzie w 1937. Wówczas został członkiem korporacji prawniczej Phi delta phi. Wstąpił również do kancelarii adwokackiej Ropes, Gray, Best, Coolidge & Rugg, szerzej znanej jako Ropes & Gray. Podczas drugiej wojny światowej przystąpił do Narodowej Rady Obrony (National Defense Board), a następnie zatrudnił się w urzędzie Państwowego Radcy Prawnego.
Po zakończeniu wojny, rozpoczął fakultety na Harvardzie, gdzie wykładał prawo odszkodowawcze, administracyjne, konstytucyjne oraz prawo pracy. W tym czasie został również doradcą Johna F. Kennedy’ego. Pisał dla niego także przemówienia. Kennedy był wówczas senatorem z okręgu Massachusetts. W 1961 Cox stał się członkiem administracji prezydenta Kennedy’ego na stanowisku państwowego radcy prawnego. W czasie gdy cywilne demonstracje były rozganiane z wykorzystaniem psów i pałek policyjnych, Cox starał się wprowadzić prawne środki przeciwdziałania niesprawiedliwości, występując często przed Sądem Najwyższym. Był między innymi zaangażowany w sprawę Baker vs. Carr, dotyczącą zmiany podziału głosów z poszczególnych stanów, a także w sprawę pomiędzy Motelem Heart of Atlanta vs. rząd Stanów Zjednoczonych, związaną z dyskryminacją rasową Amerykanów pochodzenia afrykańskiego przy zakwaterowaniu w Motelu Heart of Atlanta oraz w sprawę Karolina Południowa vs. Katzenbach, która utrzymała w mocy Akt dotyczący prawa do głosowania. W 1965 powrócił do pracy w szkole prawniczej.

## Specjalny prokurator w procesie dotyczącym afery Watergate

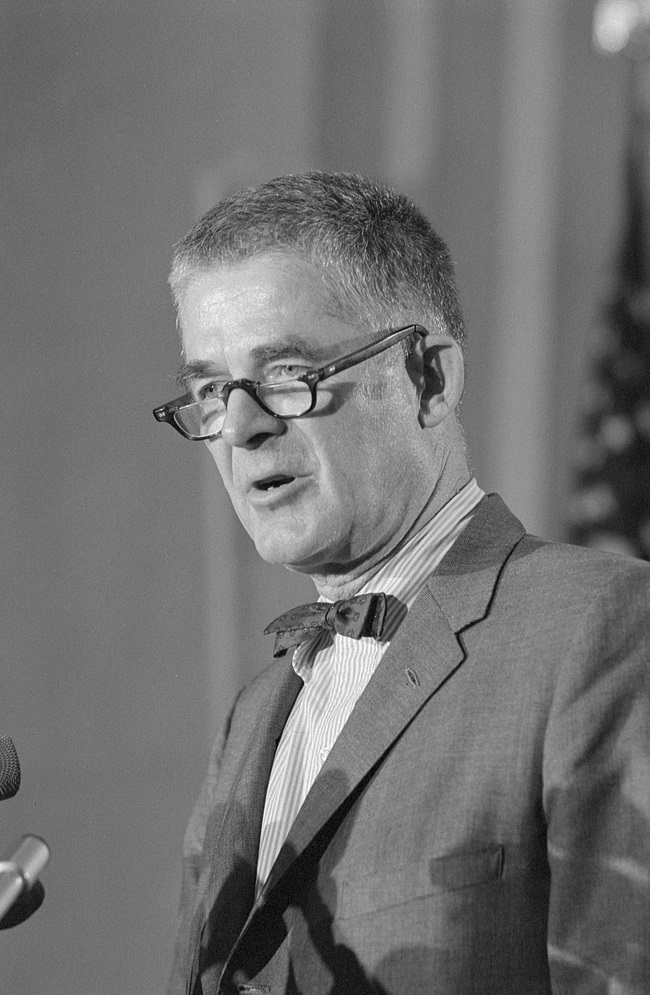
Archibald Cox jako prokurator specjalny. Konferencja prasowa w Departamencie Sprawiedliwości 4 czerwca 1973 r.

19 maja 1973 Cox ponownie odszedł z uczelni, by przyjąć stanowisko specjalnego prokuratora w sprawie dotyczącej afery Watergate. W ciągu niecałych dwóch miesięcy od objęcia stanowiska, Cox zapoznał się z zawartością pozostałych tajnych taśm zawierających dowody świadczące przeciwko Nixonowi. W ciągu kolejnych kilku miesięcy Cox wraz z Komisją Senacką ds. Afery Watergate i sędzią Johnem Siricą toczyli spór z Białym Domem o wydanie tych taśm. W czasie konfliktu, po tym jak Sirica nieskutecznie apelował do Nixona o udostępnienie taśm, Cox zaproponował prezydentowi kompromis. 20 października 1973 miał miejsce incydent nazwany później Masakrą Sobotniej Nocy. Wówczas prezydent Nixon zdymisjonował Coksa z powodu jego nacisku na udostępnienie tajnych taśm Białego Domu. Zamiast wykonać zarządzenie prezydenta o dymisji Prokurator Generalny Stanów Zjednoczonych Elliot Richardson oraz jego zastępca William Ruckelshaus zrezygnowali ze stanowisk. Zarządzenie zostało ostatecznie wykonane przez państwowego radcę prawnego Roberta Borka. Po swojej dymisji Cox oświadczył, że rząd powinien składać się z ludzi, którzy respektują prawo.
Zwolnienie Coksa przyczyniło się do powołania urzędu niezależnych konsuli – prokuratorów oddelegowanych do prowadzenia śledztw odnośnie do nieprawidłowości w państwowych urzędach. Po rezygnacji Nixona, Cox został prezesem Common Cause, organizacji starającej się o zwiększenie odpowiedzialności rządu za podejmowane decyzje, kwestiami finansowania kampanii wyborczych oraz reform systemu wyborczego. Założył w międzyczasie Health Effects Institute. Cox dyskutował przed Sądem Najwyższym w 1976 sprawę Buckley vs. Valeo, która zreformowała finansowanie kampanii wyborczych. Cox został w 1991 r. honorowym członkiem stowarzyszenia Order of the Coif, zrzeszającego absolwentów uczelni prawniczych. Oprócz nagrody im. Paula Douglasa za krzewienie zasad etycznych w rządzie, otrzymał również Obywatelską Nagrodę im. Thomasa „Tipa” O’Neilla.

## Śmierć i spuścizna
Cox zmarł w swoim domu w Brooksville z przyczyn naturalnych, w tym samym dniu co Sam Dash, główny konsultant w Senackiej Specjalnej Komisji Śledzczej w Sprawie Nielegalnych Praktyk podczas Kampanii Wyborczej.
Cox był prawnukiem Williama M. Evartsa, który bronił prezydenta Andrew Johnsona podczas jego procesu i który był Sekretarzem Stanu w administracji Hayesa. Do przodków Coksa należał także Roger Sherman, sygnatariusz Deklaracji Niepodległości Stanów Zjednoczonych ze stanu Connecticut.

## Publikacje
- Freedom of Expression (2001)
- Law and the National Labor Policy (1983)
- The Role of the Supreme Court in American Government
- The Court and the Constitution